# Olympische Sommerspiele 1992/Teilnehmer (Antigua und Barbuda)
| Gelbes Symbol für Goldmedaillen mit stilisierten Olympischen Ringen | Graues Symbol für Silbermedaillen mit stilisierten Olympischen Ringen | Braundes Symbol für Bronzemedaillen mit stilisierten Olympischen Ringen |
| ------------------------------------------------------------------- | --------------------------------------------------------------------- | ----------------------------------------------------------------------- |
| —                                                                   | —                                                                     | —                                                                       |

Antigua und Barbuda nahm bei den Olympischen Spielen 1992 in Barcelona zum vierten Mal an den Olympischen Sommerspielen teil. Die Delegation umfasste 13 Athleten.

## Teilnehmer nach Sportarten

### Leichtathletik
- Reuben Appleton
Männer, 1500 m: in der 1. Runde ausgeschieden (4:02,99 min)
- Charmaine Gilgeous
Frauen, 400 m: in der 1. Runde ausgeschieden (55,48 s)
- Kenmore Hughes
Männer, 200 m: in der 1. Runde ausgeschieden (22,18 s)
Männer, 400 m: in der 1. Runde ausgeschieden (48,56 s)
- Dale Jones
Männer, 800 m: in der 1. Runde ausgeschieden (1:50,43 min)
- Heather Samuel
Frauen, 100 m: in der 1. Runde ausgeschieden (11,76 s)
Frauen, 200 m: im Viertelfinale ausgeschieden (24,12 s)

### Radsport
- Neil Lloyd
Männer, Straßenrennen: dnf
Männer, 1000 m Zeitfahren: 31. Platz
Männer, Punktefahren: dnf
- Robert Marsh
Männer, Straßenrennen: dnf
- Robert Peters
Männer, Straßenrennen: dnf
Männer, 4000 m Einzelverfolgung: in der Qualifikation ausgeschieden (überrundet)

### Segeln
- Stedroy Braithwaite
Männer, Finn-Dinghy: 27. Platz
- Ty Brodie
Männer, Windsurfen: 42. Platz
- Carlo Falcone / Paola Vittoria
Mixed, Star: 24. Platz
- Karen Portch
Frauen, Finn-Dinghy: 23. Platz